# MCSZT-R2000
Az MCSZT-R2000, (e90), (МЦСТ-R2000) egy 64 bites mikroprocesszor, amit a Moszkvai SPARC Technológiai Központ (МЦСТ, MCSZT) fejlesztett és a TSMC gyártott 2022-ig, amikor az Oroszország ellen bevezetett szankciókhoz csatlakozva a TSMC leállította az orosz megrendelések teljesítését. A gyártás szünetel, mivel Oroszország jelenleg nem rendelkezik a 28 nanométeres gyártási technológiával.

## Az MCSZT-R2000 főbb technikai paraméterei
- megvalósítja az SPARC V9 utasításkészlet-architektúrát (ISA)
- 8 mag
- mag specifikációk:
  - sorrenden kívüli, kétszeres kibocsátású szuperskalár[8]
    - két fixpontos egység
    - egy lebegőpontos egység
- integrált memóriavezérlő
- integrált ccNUMA vezérlő
- órajelfrekvencia: 2 GHz
- 28 nm-es gyártási eljárás
- tranzisztorok száma: kb. 500 millió[5]

Az R2000-es processzorban nincs beépített videovezérlő. Három különböző órajelű változatban készül. A processzor DDR4 memóriát támogat ECC hibajavítással, egy processzor összesen 32 GiB, többprocesszoros rendszerben max. 128 GiB méretben. A többprocesszoros kialakítás 4-szeres NUMA technológiájú lehet. A processzorok modulokba szerveszhetők, egy modul 4 processzort tartalmazhat, így összesen 32 magot. Külső КПИ-2 típusú perifériavezérlőt támogat, számos perifériás eszközzel, pl. PCI Express, Ethernet, SATA, USB, RS-232, SPI, I²C kapcsolatokat. Fogyasztása 36 W.

## Fordítás
Ez a szócikk részben vagy egészben  a   MCST-R2000 című angol Wikipédia-szócikk ezen változatának fordításán alapul.  Az eredeti cikk szerkesztőit annak laptörténete sorolja fel. Ez a jelzés csupán a megfogalmazás eredetét és a szerzői jogokat jelzi, nem szolgál a cikkben szereplő információk forrásmegjelöléseként.